# Eurytoma aureata
Eurytoma aureata är en stekelart som beskrevs av Bugbee 1945. Eurytoma aureata ingår i släktet Eurytoma och familjen kragglanssteklar. Inga underarter finns listade i Catalogue of Life.